# Operação Feuerzauber

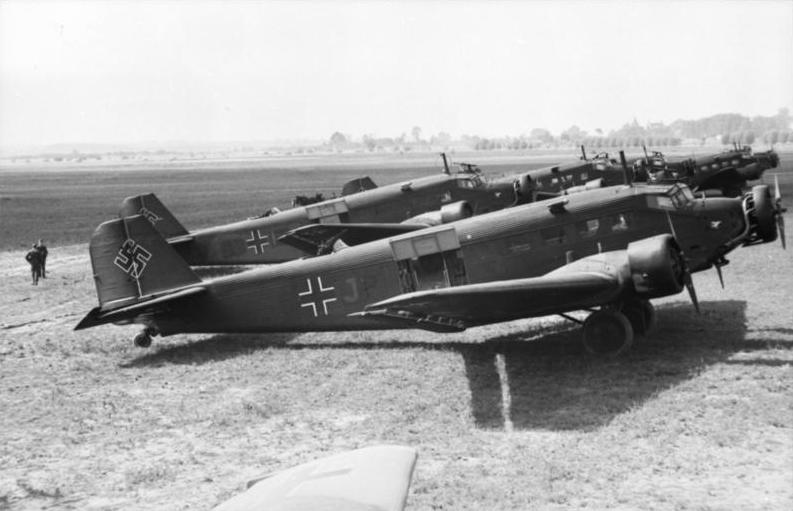
Aviões de transporte Junkers Ju 52

A Operação Feuerzauber (em alemão: Fogo Mágico) foi uma operação militar alemã realizada pela Luftwaffe no início da Guerra Civil Espanhola. Depois do golpe militar que iniciou a guerra civil na Espanha, a Segunda Republica Espanhola solicitou apoio à União Soviética e à França, e os nacionalistas por sua vez solicitaram apoio ao Terceiro Reich e ao Reino da Itália. Franco tinha o seu exército em Marrocos, e necessitava de meios para o transportar até à Espanha; além de terem sido usadas embarcações de vários navios como Portugal, a Alemanha deu às Forças Aéreas a tarefa de criar uma ponte aérea que atravessa-se o estreito de Gibraltar. A Luftwaffe levou a cabo a operação Feuerzauber, e transportou milhares de militares espanhóis e toneladas de equipamento militar, uma operação que originou a primeira grande ponte aérea da história.
A primeira tentativa dos nacionalistas em assegurar meios aéreos alemães foi feita no dia 22 de Julho, com um pedido de 10 aeronaves de transporte. Para isto, Franco contactou directamente Hitler. Os ministros alemães estavam divididos sobre se a Alemanha deveria ou não apoiar os nacionalistas, o que poderia levar a Alemanha a envolver-se numa guerra europeia. Ainda assim, Hitler decidiu apoiar os nacionalistas, porém o próprio ficou com "um pé atrás" para não provocar um conflito entre as potências europeias. O Ministério de Transporte Aéreo do Reich concluiu que as forças nacionalistas precisariam de pelo menos 20 aeronaves Junkers Ju 52, pilotados por pilotos da Deutsche Lufthansa, para transportar o Exército de África de Marrocos até Espanha. Esta operação ficou conhecida como Feuerzauber. Este envolvimento manteve-se secreto, não sendo do conhecimento dos ministros da economia nem dos negócios estrangeiros, e foi fundado por três milhões de Marcos Alemães.

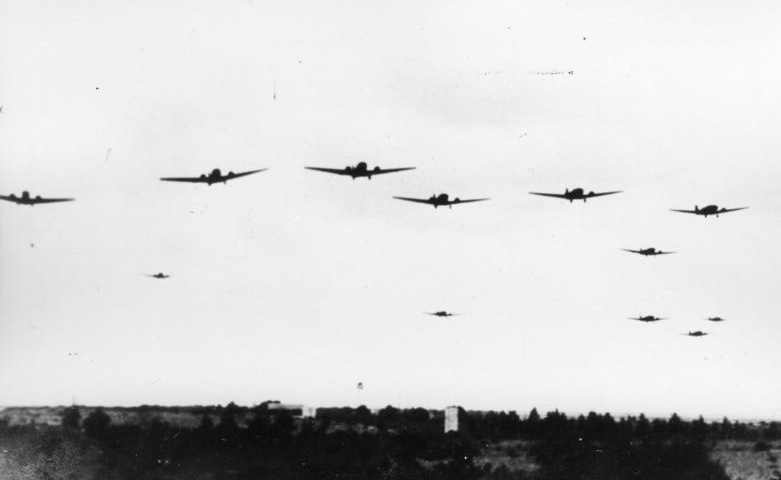
Vários Junkers Ju 52 numa missão de transporte

A organização e recrutamento de voluntários alemães também manteve-se secreta; no dia 27 de Julho a chamada de pilotos já havia sido realizada nas grandes cidades da Alemanha. O primeiro contingente de 86 homens partiram no dia 1 de Agosto vestidos à civil, sem conhecimento do que iriam fazer. Foram acompanhados por seis caças biplanos, artilharia antiaérea e cerca de 100 toneladas de mantimentos. Foram deixados no aeródromo de Tablada, perto de Sevilha, e acompanhados por aeronaves de transporte alemãs, começaram a realizar a ponte aérea para as tropas de Franco. Com o crescente envolvimento alemão, os outros ramos da Wehrmacht foram também empregados para ajudar os nacionalistas; isto fez com que a Operação Feuerzauber fosse terminada e se iniciasse a Operação Guido em Novembro.
Nesta altura, as forças alemãs acreditavam que o seu envolvimento não iria para além de treinar os militares nacionalistas. Em Agosto, 155 toneladas de bombas foram transferidas da Alemanha, através de Portugal, até às forças nacionalistas na Espanha, assim como mais ajuda em meios aéreos. O comandante da Kriegsmarine inicialmente recusou-se a enviar submarinos para o estreito de Gibraltar, contudo após 24 de Outubro a sua posição mudou depois de a Alemanha assinar um tratado com a Itália, criando assim o Eixo Roma-Berlim, numa altura que estava claro que a Itália iria apoiar os nacionalistas em conjunto com a Alemanha. A Kriegsmarine também providenciou várias embarcações e coordenou o transporte de mercadorias entre a Alemanha e os nacionalistas espanhóis. Os submarinos alemães foram então enviados para as águas espanholas, sob o nome de código Ursula.
Nas duas semanas que se seguiram após o dia 27 de Julho, os alemães transportaram cerca de 2500 tropas do Exército de África até Espanha. Só entre 29 de Julho e 5 de Agosto, foram 1500 tropas. As aeronaves de transporte foram enviadas para Espanha via Itália. Outras aeronaves alemãs, como caças biplanos, providenciaram uma cobertura aérea para os transportes marítimos realizados no estreito. Apesar de nos primeiros dias haver uma escassez de combustível, este problema foi rapidamente solucionado com a chegada de combustível da Alemanha. A 11 de Outubro de 1936, a operação oficialmente chegou ao fim, com aproximadamente 13500 tropas transportadas e também 127 metralhadoras e 36 canhões.